# Mancomunitat de l'Interior Terra del Vi
La Mancomunitat de l'Interior Terra del Vi és una mancomunitat de municipis de la comarca de la Plana d'Utiel. Aglomera 8 municipis i uns 40.000 habitants, en una extensió de 1.670,60 km². Actualment (2007) la mancomunitat és presidida per Lorenzo Guaita Albalate, del PSPV-PSOE i regidor de l'ajuntament de Villargordo del Cabriol.
Les seues competències són:
- Camins rurals
- Comptabilitat
- Depuració d'aigües residuals
- Escorxador
- Extinció d'incendis

Els pobles que formen la mancomunitat són:
- Camporrobles
- Caudete de las Fuentes
- Fuenterrobles
- Requena
- Sinarques
- Utiel
- Venta del Moro
- Villargordo del Cabriol